# Tsjadan
Tsjadan (Russisch: Чадан, Toevaans: Чадаана, Tsjadaana) is een stad in de Russische autonome deelrepubliek Toeva. De stad werd in 1873 gesticht, en verkreeg stadsrechten in 1945. De stad ligt op 224 kilometer van Kyzyl.

## Geografie
De stad ligt in de Toevadepressie tussen de Westelijke Sajan en het Tannoe-Olagebergte, ongeveer 225 km ten westen van de republiekhoofdstad Kyzyl, aan de Tsjadanrivier, een zijrivier van de Tsjemtsjik die weer in de Jenisej uitmondt. Tsjadan ligt aan de autoweg A-162 van Kyzyl naar Ak-Dovoerak, in de nabijheid van een aftakking naar Mongolië, de A-163.

## Klimaat
Er heerst een landklimaat tot steppeklimaat met droge, strenge winters.
| Maand                       | jan | feb | mrt | apr | mei | jun | jul | aug | sep | okt | nov | dec | Jaar |
| --------------------------- | --- | --- | --- | --- | --- | --- | --- | --- | --- | --- | --- | --- | ---- |
| Gemiddeld maximum (°C)      | −22 | −15 | −1  | 10  | 20  | 25  | 26  | 22  | 17  | 6   | −8  | −20 | 5    |
| Gemiddelde temperatuur (°C) | −27 | −22 | −8  | 3   | 11  | 17  | 18  | 15  | 9   | 0   | −13 | −24 | −2   |
| Gemiddeld minimum (°C)      | −32 | −30 | −16 | −4  | 3   | 9   | 11  | 8   | 2   | −6  | −18 | −28 | −8   |
| Bron: (en) Weatherbase      |     |     |     |     |     |     |     |     |     |     |     |     |      |

## Geschiedenis
In 1873 werd het boeddhistisch klooster Aldy-Choeree gesticht; dit wordt beschouwd als het begin van de huidige stad. In 1945, na de aansluiting van Toeva bij de Sovjet-Unie, kreeg de plaats stadsrechten. Tsjadan betekent in het Toevaans "laag struikgewas".

### Bevolkingsontwikkeling
| jaar | aantal inwoners |
| ---- | --------------- |
| 1959 | 4.709           |
| 1970 | 7.589           |
| 1979 | 8.985           |
| 1989 | 10.775          |
| 2002 | 9.454           |
| 2010 | 9.035           |
| 2017 | 8.991           |

## Cultuur en bezienswaardigheden
In Tsjadan bevindt zich een streekmuseum gericht op etnografie en geschiedenis van de streek. Jaarlijks wordt het muziekfestival Oestoe-Choeree gehouden, genoemd naar het gelijknamige nabijgelegen boeddhistisch klooster. Het klooster is in het begin van de 20e eeuw opgericht en in de Sovjettijd verwoest. Na herbouw werd het in juli 2012 opnieuw in gebruik genomen.

## Economie
In de nabijheid van de stad wordt in dagbouw steenkool gedolven. Ook is er levensmiddelenindustrie, gebaseerd op landbouwproducten uit de omgeving zoals granen, runderen en schapen.

## Geboren in Tsjadan
- Sergej Sjojgoe (1955), militair en politicus
- Opan Sat (1987), worstelaar
- Arthas Sanaa (1991), worstelaar